# Fray Justo Santa María de Oro megye
Fray Justo Santa María de Oro egy megye Argentínában, Chaco tartományban. A megye székhelye Santa Sylvina.

## Települések
A megye 2 nagyobb településből (Localidades) áll:
- Chorotis
- Santa Sylvina

Kisebb települései (Parajes):